# Севіклі (Пенсільванія)
Севіклі (англ. Sewickley) — місто (англ. borough) в США, в окрузі Аллегені штату Пенсільванія. Населення — 3907 осіб (2020).

## Географія
Севіклі розташоване за координатами 40°32′24″ пн. ш. 80°10′45″ зх. д. / 40.54000° пн. ш. 80.17917° зх. д. (40.540029, -80.179189).  За даними Бюро перепису населення США в 2010 році місто мало площу 2,94 км², з яких 2,59 км² — суходіл та 0,36 км² — водойми.

## Демографія
Згідно з переписом 2010 року, у селищі мешкало 3827 осіб у 1765 домогосподарствах у складі 950 родин. Густота населення становила 1300 осіб/км².  Було 1965 помешкань (667/км²).
Расовий склад населення:
| - 88,8 % — білих - 7,3 % — чорних або афроамериканців - 1,3 % — азіатів - 0,1 % — вихідців з тихоокеанських островів - 0,1 % — корінних американців |

До двох чи більше рас належало 2,0 %. Частка іспаномовних становила 1,8 % від усіх жителів.
За віковим діапазоном населення розподілялося таким чином: 23,7 % — особи молодші 18 років, 57,9 % — особи у віці 18—64 років, 18,4 % — особи у віці 65 років та старші. Медіана віку мешканця становила 42,3 року. На 100 осіб жіночої статі у селищі припадало 82,5 чоловіків;  на 100 жінок у віці від 18 років та старших — 79,1 чоловіків також старших 18 років.
Середній дохід на одне домашнє господарство  становив 103 305 доларів США (медіана — 63 906), а середній дохід на одну сім'ю — 134 844 долари (медіана — 97 005). Медіана доходів становила 67 361 долар для чоловіків та 45 927 доларів для жінок. За межею бідності перебувало 6,6 % осіб, у тому числі 2,2 % дітей у віці до 18 років та 8,4 % осіб у віці 65 років та старших.
Цивільне працевлаштоване населення становило 1901 особа. Основні галузі зайнятості: освіта, охорона здоров'я та соціальна допомога — 28,5 %, науковці, спеціалісти, менеджери — 15,1 %, роздрібна торгівля — 11,0 %, фінанси, страхування та нерухомість — 10,0 %.